# Снігуроньку викликали?
«Снігуроньку викликали?» — художній фільм, новорічна мелодрама режисера Валентина Морозова з Іриною Алфьорової та Володимиром Меньшовим в головних ролях.

## Зміст
Переддень Нового року. До однієї з родин запросили актора, щоб він зіграв роль Діда Мороза. Та актор захворів і попросив підмінити його свого приятеля. Приятель погодився з радістю, адже саме його колишня дружина запросила актора. Вона забороняє йому зустрічі з дітьми. Крім того, невдаха батько знайомиться з милою Снігуронькою, яка переживає свою особисту драму.

## Ролі
- Ірина Алфьорова — Світлана Олександрівна Нечаєва (Снігуронька)
- Володимир Меньшов — Олександр Петрович Серьогін (Дід Мороз)
- Ольга Волкова — Світлана Іванівна
- Віра Титова
- Іван Краско — Іван Іванович, директор фірми добрих послуг
- Микола Лавров — Режисер в театрі
- Георгій Штиль — скоморох
- Борис Аракелов
- Володимир Богданов
- Олег Єфремов
- Валерій Кравченко
- Микола Кузьмін — дідусь
- Тамара Лебідева
- Олена Ставрогіна
- Володимир Литвинов — залицяльник Світлани
- Станіслав Соколов
- Любов Тищенко

## Технічні дані
- Колір: кольоровий
- Звук: моно